# Charles-Georges de Semellé
Charles-Georges de Semellé, conocido como el conde de Semellé, (Courcelles-Chaussy, 5 de junio de 1845-Océano Atlántico, 22 de octubre de 1880) fue un oficial, comerciante y explorador francés.

## Biografía

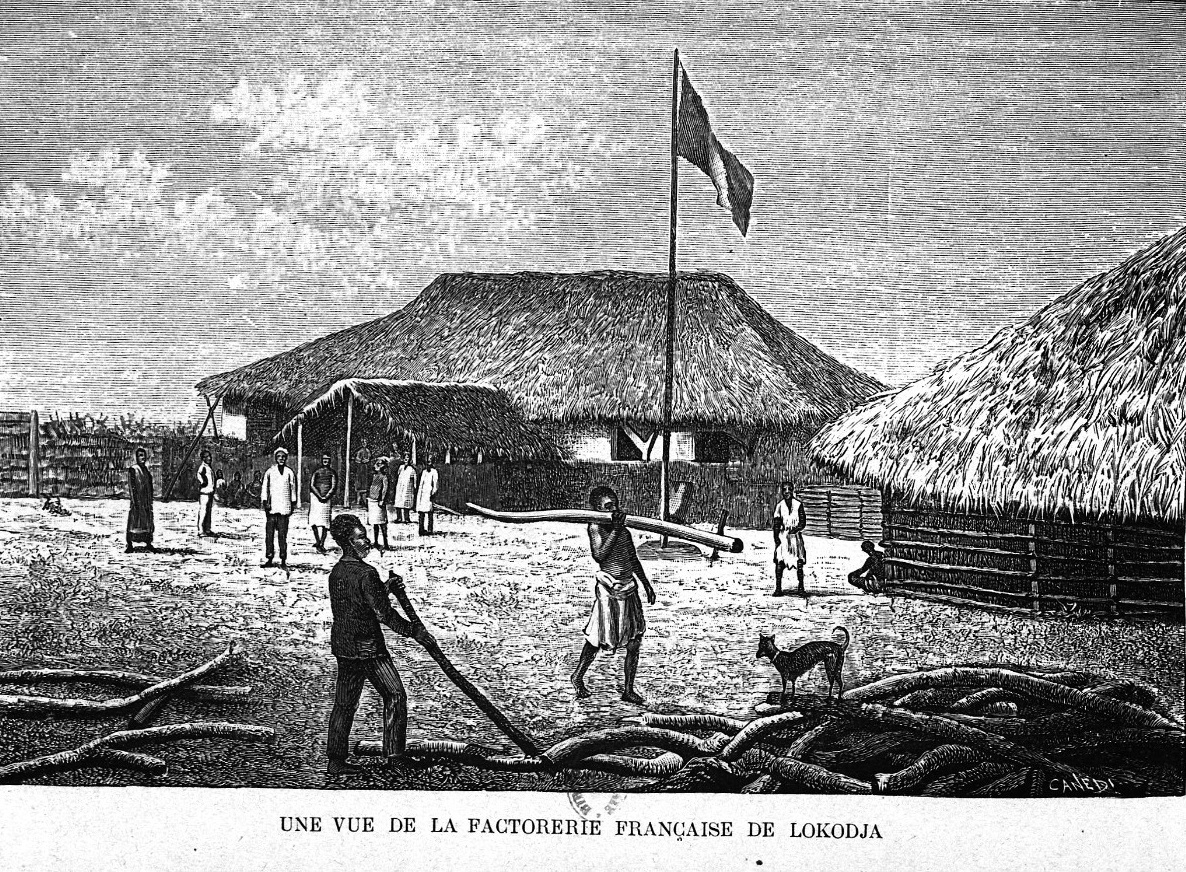
Factoría francesa de Lokodja, fundada por el conde de Semellé

Fue hijo de Charles de Semellé y Céphalie de Carrey d'Asnières. Se casó con Louise-Euphémie Desprez y, tras este matrimonio, se convirtió en señor del castillo de Fossés en Haramont, antigua residencia del general Thomas-Alexandre Dumas.
De Semellé fue oficial de los fusileros argelinos y en 1880 decidió dedicarse al comercio colonial, creando la Compagnie française de l'Afrique équatoriale. Dirigió una expedición al río Níger, en Nigeria, con el explorador Édouard Viard, para disputar a los ingleses de la National African Company el comercio en la región del bajo Níger, que en esos momentos lo monopolizaban. Su plan era establecer una cadena de factorías o puestos comerciales coloniales franceses a lo largo de los ríos Níger y Benue.  
La expedición salió de Nantes en abril de 1880 a bordo de la goleta de vapor Saâdia y llegó al Níger el mes de junio siguiente. El conde de Semellé estableció su centro de operaciones en Brass, ciudad situada en el delta del Níger, donde creó algunos almacenes. Remontó el Níger a bordo de una lancha de vapor llamada Amélie hasta Baolagi, situada a 130 leguas de la costa, que eligió como punto extremo de sus operaciones. Se retiró luego hacia la costa y estableció sucesivamente fábricas en Lokoja, Iguben, Onitsha y Abbo en el Níger, y en Loko en el Benue. Tuvo que ir a pedir permiso al rey Amuru para que concediera derechos comerciales a los franceses, al igual que había hecho con la compañía inglesa. Pero Amuru estaba en guerra con tribus rebeldes y Semellé tuvo que caminar en penosas condiciones por una región devastada hasta el campamento de guerra del rey. Volvió con el permiso conseguido y una disentería de la que no curaría. 
En octubre de 1880, el conde de Semallé murió enfermo frente a las costas de Río de Oro (Sahara Occidental), a bordo del barco Gaboon, que lo llevaba de regreso a Francia para dar a conocer los resultados de sus gestiones y ser nombrado agente consular. 
Después de su muerte, estalló una guerra económica entre franceses e ingleses. En 1883, la compañía inglesa decidió reducir en un cuarto el valor de todos los bienes allí donde hubiera puestos comerciales franceses. Los comerciantes franceses, arruinados por los precios irrisorios convenidos por sus rivales y abandonados por la metrópoli, acabaron vendiendo sus establecimientos y equipos.